# 數秘術

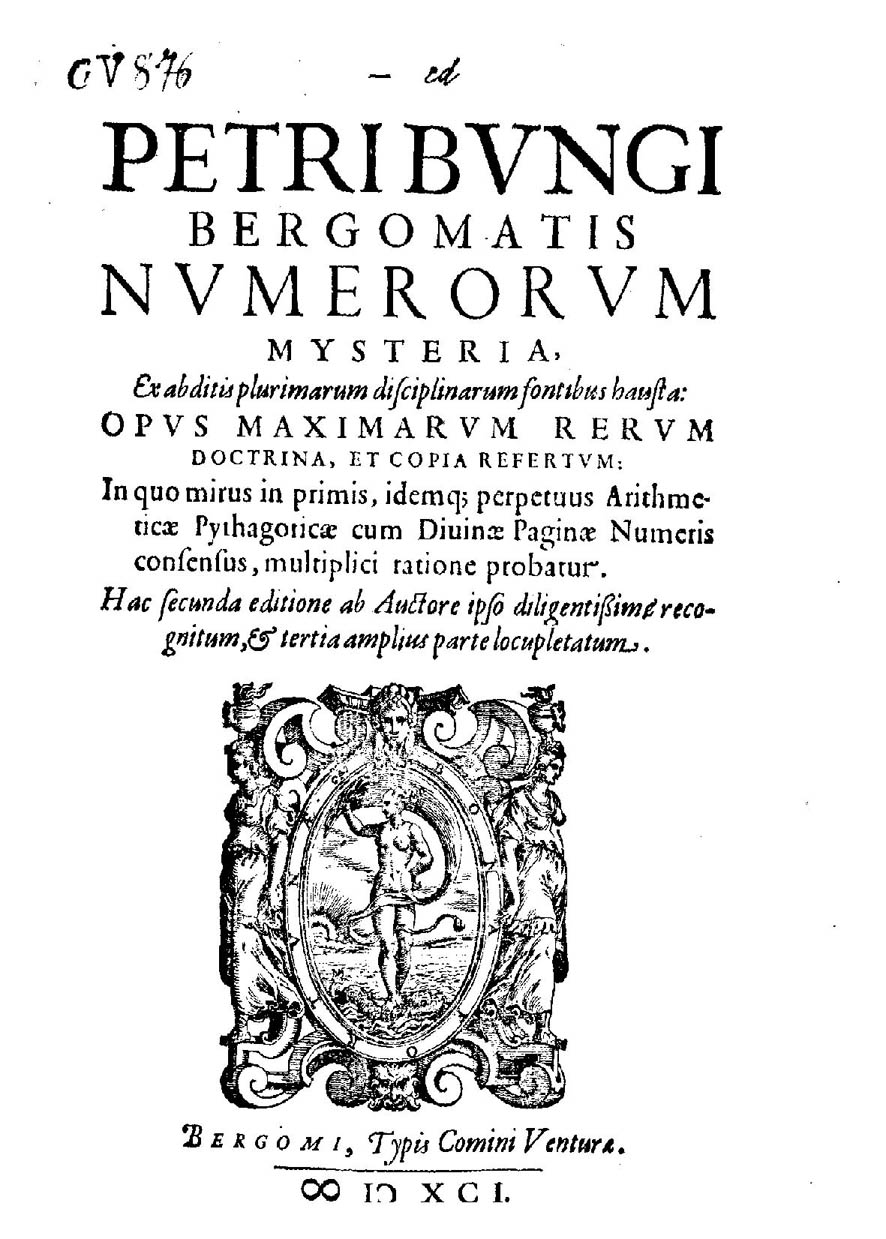
Pietro Bongo, Numerorum mysteria, 1591

數秘術（Numerology），或譯為靈數學、數字命理學，是指將出生年月日、字母等用數字表示，進而計算出性格與命運的一種算命方法。19世紀末有一群神秘學愛好者，他們取用了歷史上關於數字的神秘學理論，如畢達哥拉斯、赫密斯卡巴拉等對數字的觀點（如卡巴拉的希伯來字母代碼），發展出現代的數秘術，如卡巴拉生命靈數、希臘生命靈數、彩虹數字學、生命藍圖數字學。
早期數學家對數秘術研究有所參與，例如畢達哥拉斯認為數學可以解釋世上一切事物，一切真理可以用比率、平方及直角三角形去反映、證實。聖奧古斯丁則寫說，「數字是神提供給人用來確認真理的宇宙語言」。
但現代的數學已不再將其視為數學的一部分，而視作數秘學。數秘術與數學這種在歷史演進上的關係變化，類似於占星學之於天文學，或是煉金術之於化學。

## 相關文獻
- The Mystery of Numbers, by Annemarie Schimmel (1996) ISBN 0-19-506303-1—A scholarly compendium of the connotations and associations of numbers in historical cultures.
- Numerology : The number game, by Aaadietya Pandey (2006).
- Numerology: Or, What Pythagoras Wrought by Underwood Dudley; 1997; Mathematical Association of America.—Highly skeptical survey of the field through history.
- Andras M. Nagy (2007): "The Secret of Pythagoras".(DVD) ASIN: B000VPTFT6